# 邦尼·麦基
邦尼·丽·麦基（英語：Bonnie Leigh McKee；1984年1月20日—），是一名美国歌手和词曲创作者。她的首张录音室专辑《Trouble》于2004年9月由Reprise唱片发行。但之后，她并不得到唱片公司的重视，于是在隐退一段时间后开始创作歌曲。麦基已创作8首英美冠军单曲，這些單曲總計在全球獲得了超過3000萬銷量。在工作重心放在词曲创作一段时间后，麦基于2013年7月发行了单曲《American Girl》。
麦基以和流行歌手凱蒂·佩芮合作知名。她们一起创作了《加州女孩》、《花漾年華》、《惡搞週末》、《做自己》、《清醒》和《听我吼》等热门歌曲。此外，麦基也参与创作了泰欧·克鲁斯的《絢爛煙火》，这首歌曲是由英国艺人发布的数字下载量第二高的歌曲。

## 早期生活

### 童年
麦基出生在加利福尼亚州的瓦卡维尔，在华盛顿州的西雅图长大。她学习古典钢琴，12岁时成为西雅图女子合唱团Prime Voci的成员，并与该合唱团在北美和欧洲各地巡回演出。

## 音乐作品
录音室专辑
- 《Trouble（英语：Trouble (Bonnie McKee album)）》（2004年）

迷你專輯
- 《Bonnie McKee（英语：Trouble (Bonnie McKee album)#Bonnie McKee: EP）》（2003年）
- 《Bombastic（英语：Bombastic (Bonnie McKee EP)）》（2015年）

## 巡回演唱会
開場表演
- 強納斯兄弟現場巡迴演唱會（英语：List of Jonas Brothers concert tours#Jonas Brothers Live Tour）（強納斯兄弟；2013年）
- 脉动巡回演唱会（Karmin；2014年）

## 外部連結
- 邦尼·麦基的X（前Twitter）
- 邦尼·麦基的Facebook專頁